# Пловдивська духовна семінарія
Пловдивська духовна семінарія імені святих Кирила і Мефодія (болг. Пловдивска духовна семинария «Свети свети Кирил и Методий») — середній спеціальний навчальний заклад Болгарської православної церкви.

## Історія
Семінарія відкрита в 1915, після того як в Болгарію переїхала Цариградська духовна семінарія.
У 1941 семінарія починає видавати учнівський вісник «Светоглед», який видавався до 1943.
У 1950 була закрита, але в 1990 відкрита знову.
У середньому в семінарії навчається близько 130 студентів у віці від 14 до 19 років. Після 5 років навчання семінаристи отримують атестат про повну загальну середню богословську освіту, який дає їм право продовжити навчання у вищому навчальному закладі або служити в Болгарській православній церкві.
У кінці 2013 Священний Синод Болгарської православної церкви за пропозицією митрополита Пловдивського Ніколай ухвалив рішення про створення духовної академії в Пловдиві. Болгарські ієрархи сподіваються, що створення нового вищого духовного навчального закладу під прямим контролем Церкви сприятиме поліпшенню підготовки майбутніх священнослужителів і фахівців-мирян.

## Ректори
- архімандрит Евтимій (Сапунджієв) (1915-1923)
- архімандрит Панарет (Наумов) (1923-1929)
- єпископ Смолянський Євлогій (Георгієв) (1930-1936)
- архімандрит Климент (Кінов) (1936-1938)
- архімандрит Флавіан (Попов) (1938-1940)
- єпископ Стобійський Никодим (Піперов) (1941-1947)
- архімандрит Іосиф (Діков) (1947-1951)
- єпископ Григорій (Стефанов) (1990-1990)
- єпископ Адрианопольский Євлогій (Стамболджієв) (1990-2005)
- архімандрит Сергій (Шапков) (2005—2009)
- єпископ Константійський Антоній (Міхальов) (1-3 липня 2009)
- протоієрей Добромир Костов (з 3 липня 2009)